# Црни Рзав
Црни Рзав извире у Царевом пољу под Чиготом у селу Драглица и тече централним дијелом Златибора. Добио је име по тамној боји серпентинске подлоге преко које протиче. На неким мјестима прави лијепе кањоне. Од притока прима потоке: Рибница, Обудојевица, Бијела вода и реку Јабланицу. Код Вардишта се састаје са Бијелим Рзавом, који извире у Заовинама на Тари, а код Мокре Горе прима ријеку Камишину.
Црни Рзав се разликује и по температурама воде од Бијелог Рзава. Захваљујући тамнијој подлози, Црни Рзав је током лета веома топле воде.